# Districte de Vilankulo
El districte de Vilankulo és un districte de Moçambic, situat a la província d'Inhambane. Té una superfície de 5.867 kilòmetres quadrats. En 2007 comptava amb una població de 135.710 habitants. Limita al nord i oest amb el districte d'Inhassoro, a l'est amb l'oceà Índic i al sud i oest amb el districte de Massinga.

## Divisió administrativa
El districte està dividit en dos postos administrativos (Mapinhane i Vilankulo), compostos per les següents localitats:
- Posto Administrativo de Mapinhane:
  - Belane
  - Mapinhane
  - Muabsa
- Posto Administrativo de Vilankulo:
  - Quwene
  - Vilankulo